# Individuell hoppning i ridsport vid olympiska sommarspelen 1980
Individuell hoppning i ridsport vid olympiska sommarspelen 1980 var en av sex ridsportgrenar som avgjordes under de olympiska sommarspelen 1980. 

## Medaljörer
| Event        | Guld                | Silver                         | Brons                |
| Individuellt | Jan Kowalczyk Polen | Nikolaj Korolkov Sovjetunionen | Joaquín Pérez Mexiko |

## Resultat
| Placering | Ryttare              | Nation        | Poäng |
| 1         | Jan Kowalczyk        | Polen         | 8,00  |
| 2         | Nikolaj Korolkov     | Sovjetunionen | 9,50  |
| 3         | Joaquín Pérez        | Mexiko        | 12,00 |
| 4         | Oswaldo Méndez       | Guatemala     | 12,00 |
| 5         | Viktor Pohanovskij   | Sovjetunionen | 15,50 |
| 6         | Wiesław Hartman      | Polen         | 16,00 |
| 7         | Barnabás Hevesy      | Ungern        | 24,00 |
| 8         | Marian Kozicki       | Polen         | 24,50 |
| 9         | Vjatjeslav Tjukanov  | Sovjetunionen | 24,75 |
| 10        | Boris Pavlov         | Bulgarien     | 26,50 |
| 11        | Alberto Váldes, Jr.  | Mexiko        | 28,00 |
| 12        | Christopher Wegelius | Finland       | 30,25 |
| 13        | Nikola Dimitrov      | Bulgarien     | 36,25 |
| 14        | Ferenc Krucsó        | Ungern        | 40,25 |
| -         | Dimitar Genov        | Bulgarien     | DNF   |
| -         | Jesús Gómez          | Mexiko        | DSQ   |